# Velika nagrada Lyona 1930
Velika nagrada Lyona 1930 je bila deseta neprvenstvena dirka v sezoni Velikih nagrad 1930. Odvijala se je 15. junija 1930 v francoski občini Quincieux. 

## Rezultati

### Dirka
Avtocikli in dirkalniki voiturette so označeni s poševnim tiskom.
| Poz | Št | Dirkač                      | Moštvo    | Dirkalnik    | Krogi | Čas/Odstop |
| --- | -- | --------------------------- | --------- | ------------ | ----- | ---------- |
| 1   | 20 | Louis Chiron                | Privatnik | Bugatti T35C | 46    | 2:32:33,0  |
| 2   | 19 | Heinrich-Joachim von Morgen | Privatnik | Bugatti T35B | 46    | +5:29,8    |
| 3   | 17 | Philippe Étancelin          | Privatnik | Bugatti T35C | 46    | +7:08,4    |
| 4   | 6  | Stanislas Czaykowski        | Privatnik | Bugatti T37A | 44    | +2 kroga   |
| 5   | 2  | Hans Simons                 | Privatnik | DKW          | 38    | +8 krogov  |
| Ods | 18 | Marcel Lehoux               | Privatnik | Bugatti T35C | 28    |            |
| Ods | 15 | »Eddoura«                   | Privatnik | Bugatti T35B | 26    |            |
| Ods | 21 | Juan Zanelli                | Privatnik | Bugatti T35C | 11    |            |
| Ods | 5  | Yves Giraud-Cabantous       | Privatnik | Salmson      | 10    |            |
| Ods | 16 | René Dreyfus                | Privatnik | Bugatti T35B | 9     |            |
| Ods | 4  | José Scaron                 | Privatnik | Amilcar C6   | 5     |            |
| Ods | 3  | Jean Lobre                  | Privatnik | BNC 527      | 3     |            |